# Denys Berinchyk
Denys Berinchyk (ukrainien : Денис Берінчик) est un boxeur ukrainien né le 5 mai 1988 à Krasnodon.

## Études
Il a étudié à l'université nationale d'éducation physique et de sport d'Ukraine.

## Carrière de boxeur amateur
Denys remporte ses premiers combats internationaux en 2010. Il s'impose notamment dans le championnat de la fédération internationale du sport d'étudiant après une victoire en finale face au boxeur expérimenté kazakhe et champion de l'Asie Gani Żajłauow. 

### Championnat du monde 2011
En 2011, Denys Berinchyk participe à Bakou aux championnats du monde dans la catégorie des poids super-légers (-64 kg). Il s'impose de peu au premier tour contre le favori du tournoi, le Cubain Roniel Iglesias Sotolongo, par décision des juges après une égalité de points 19-19. Berinchyk remporte plus facilement les combats suivants et bat en demi-finale l'Anglais Thomas Stalker. Il est battu en finale par Éverton Lopes (23-26).

### Jeux olympiques
En 2012, il est présent aux jeux olympiques de Londres, toujours dans la catégorie des super-légers. Il l'emporte d'abord face au Suédois Anthony Yigit puis face à l'Australien Jeff Horn. En demi-finale, il bat le boxeur mongol Monkhe-Erdeni Ourantchimeg mais perd en finale contre Roniel Iglesias Sotolongo sur le score de 15 à 22.

### Jeux universitaires 2013
L'année suivante, Berinchynk participe aux jeux universitaires organisés du 6 au 17 juillet à Kazan. Il domine le Tchèque Zdenek Chladek 3 à 0 au premier tour puis le Kazakh Aidar Amirzakov sur le même score en quart de finale, s'assurant ainsi au minimum la médaille de bronze. En demi-finale, il affronte le Russe Radjab Boutaev qui le bat à l'unanimité des juges (28-26, 29-25 et 29-25).

## Ligue semi-professionnelle
En octobre 2012, Denys Berinchyk combat dans la ligue semi-professionnelle WSB, sous l'égide de l'association internationale de boxe amateur, au sein de l'équipe d'Ukraine. Il remporte 3 de ses 5 duels.

## Carrière de boxeur professionnel
Le 4 juin 2015, il signe un contrat avec la société K2 promotions dirigée par les frères Klitchko. Le 29 août de la même année, il effectue son premier combat dans le palais des sports de Kiev en sous carte de l'affiche Oleksandr Usyk - Johnny Muller et bat le Belge Tarik Madni par KO technique au cinquième round.
En 2016, Denys Berinchyk boxe en poids légers (moins de 61,2 kg) et s'impose face à l'invaincu Emiliano Martin Garcia puis contre Juan Ocura. Il continue sa série de victoires par 3 succès en 2017 et 1 en 2018.
En 2018, il participe à Tantsi z zirkamy, la version ukrainienne de Danse avec les stars. Il remporte par ailleurs la ceinture de champion international WBO des poids légers. Le 18 mai 2024, Berinchyk remporte le titre vacant de champion du monde des poids légers WBO en battant aux points Emanuel Navarrete, titre qu'il perd le 14 février 2025 aux dépens de Keyshawn Davis par KO à la 4e reprise.

## Palmarès

### Jeux olympiques
- Médaille d'argent en -64 kg aux Jeux de 2012 à Londres, Angleterre[2]

### Championnats du monde de boxe
- Médaille d'argent en -64 kg en 2011 à Bakou, Azerbaïdjan